# ポール・マッカートニー・ライブ!!
ポール・マッカートニー・ライブ!!（Tripping the Live Fantastic）は、1990年に発表されたポール・マッカートニーのライブ・アルバム。

## 概要
1989年9月26日から1990年6月30日にかけて開催された、ソロとしては初となるワールド・ツアー『The Paul McCartney World Tour』の模様を収録。1990年3月3日から開催されたビートルズ時代の1966年の来日公演以来となる東京ドームでの公演で演奏された中からも4曲が収録されている。
マッカートニーはアルバム『フラワーズ・イン・ザ・ダート』のレコーディングに参加したメンバーの一部と共に、1989年4月から自宅でワールドツアーのリハーサルを着々と進めていたという。
当時の新曲やウイングス時代の楽曲も披露されたが、セットリストの多くがビートルズ時代の楽曲であり、マッカートニーは1990年のインタビューで「最高の気分だよ。「サージェント・ペパー」や「ヘイ・ジュード」のように、ビートルズが曲を作る前にツアーを終えてしまった曲もあるから、このツアーまでライブで演奏することはなかったんだけど、とても新鮮に感じてるよ」「いいバンドを組めたということだよ。それまでは、レコーディングやソロ活動、そしてライヴエイドのようなちょっとしたゲスト参加をしていたんだ。でも、『フラワーズ・イン・ザ・ダート』のレコーディングでは、バンドがとてもいい感じだった。ユーモアのセンスも共通しているし、いいミュージシャンでもある。だから、「さよなら、また次のアルバムで」と言うか、「一緒にいようか」という話になったんだ。もし一緒にいるのなら、これからどうするかということになる。だから、ツアーに出ようということになったんだ。それで、今に至るわけなんだ」と語った。

## 収録曲

### CD1
1. ショウタイム - "Showtime"
2. フィギュア・オブ・エイト - "Figure Of Eight"（1989年11月10日、ロッテルダム）
3. ジェット - "Jet"（1990年1月17日、ロンドン・ウェンブリー・アリーナ）
4. ラフ・ライド - "Rough Ride"（1989年10月10日、パリ）
5. ゴット・トゥー・ゲット・ユー・イントゥー・マイ・ライフ - "Got To Get You Into My Life"（1989年10月17日、ドルトムント）
6. バンド・オン・ザ・ラン - "Band On The Run"（1990年1月16日、ウェンブリー・アリーナ）
7. バースデイ - "Birthday"（1990年6月30日、ネブワース）※一連のツアーとは異なる
8. エボニー・アンド・アイボリー - "Ebony And Ivory"（1989年11月8日、ロッテルダム）
9. 幸せなる結婚 - "We Got Married"（1990年1月16日、ウェンブリー・アリーナ）
10. インナー・シティ・マッドネス - "Inner City Madness"（1990年1月2日、バーミンガム）
11. 恋することのもどかしさ（メイビー・アイム・アメイズド) - "Maybe I'm Amazed"（1989年11月8日、ロッテルダム）
12. ザ・ロング・アンド・ワインディング・ロード - "The Long And Winding Road"（1990年4月19日、リオデジャネイロ）
13. クラッキン・アップ - "Crackin' Up"（1989年11月23日、ロサンゼルス）
14. フール・オン・ザ・ヒル - "The Fool On The Hill"（1990年1月13日、ウェンブリー・アリーナ）
15. サージェント・ペパーズ・ロンリー・ハーツ・クラブ・バンド - "Sgt. Pepper's Lonely Hearts Club Band"（1989年11月23日、ロサンゼルス）
16. キャント・バイ・ミー・ラヴ - "Can't Buy Me Love"（1989年10月21日、ミュンヘン）
17. マッチボックス - "Matchbox"（1990年1月21日、ウェンブリー・アリーナ）
18. プット・イット・ゼア - "Put It There"（1989年9月28日、スウェーデン・ヨーテボリ）
19. トゥゲザー - "Together"（1989年12月5日、シカゴ）

### CD2
1. 今日の誓い - "Things We Said Today"（1989年11月2日、マドリード）
2. エリナー・リグビー - "Eleanor Rigby"（1990年2月8日、ウスター）
3. ディス・ワン - "This One"（1990年2月1日、デトロイト）
4. マイ・ブレイヴ・フェイス - "My Brave Face"（1990年1月19日、ウェンブリー・アリーナ）
5. バック・イン・ザ・U.S.S.R. - "Back In The U.S.S.R."（1990年3月5日、東京）
6. アイ・ソー・ハー・スタンディング・ゼア - "I Saw Her Standing There"（1989年12月9日、モントリオール）
7. トゥエンティ・フライト・ロック - "Twenty Flight Rock"（1989年12月7日、ウェンブリー・アリーナ）
8. カミング・アップ - "Coming Up"（1990年3月3日、東京）
9. サリー - "Sally"（1990年1月21日、ウェンブリー・アリーナ）
10. レット・イット・ビー - "Let It Be"（1990年4月14日、マイアミ）
11. エイント・ザット・ア・シェイム - "Ain't That A Shame"（1990年3月9日、東京）
12. 007/死ぬのは奴らだ -  "Live And Let Die"（1989年9月28日、ヨーテボリ）
13. イフ・アイ・ワー・ノット・アポン・ザ・ステージ - "If I Were Not Upon The Stage"（1989年9月26日、シンシナティ）
14. ヘイ・ジュード - "Hey Jude"（同）
15. イエスタデイ - "Yesterday"（1990年2月9日、ウスター）
16. ゲット・バック - "Get Back"（1990年3月13日、東京）
17. ゴールデン・スランバー/キャリー・ザット・ウェイト/ジ・エンド - "Golden Slumbers〜Carry That Weight〜The End"（1989年12月7日、トロント）
18. ドント・レット・ザ・サン・キャッチ・ユー・クライング - "Don't Let The Sun Catch You Crying"（1990年2月9日、モントリオール）

- CD1-10、13、17、19、CD2-9、18はサウンドチェック時の録音